# Xã White River, Quận Barry, Missouri
Xã White River (tiếng Anh: White River Township) là một xã thuộc quận Barry, tiểu bang Missouri, Hoa Kỳ. Năm 2010, dân số của xã này là 2.498 người.